# Santa María Nativitas, Calimaya
Santa María Nativitas är en mindre stad i Mexiko, tillhörande kommunen Calimaya i delstaten Mexiko, i den centrala delen av landet. Orten hade 6 258 invånare vid folkräkningen 2010, och är kommunens näst största samhälle.